# Paul Scalich
Paul Scalich (aussi connu sous les noms de Skalich ou Scaliger ; en croate : Pavao Skalić, en latin : Paulus Scalichius ou Scaligius), né le 6 janvier 1534 à Zagreb et mort en 1575 à Dantzig en Prusse royale, soi-disant comte de Lika, est un humaniste et théologien d'origine croate. Il s'est converti au protestantisme pour devenir un proche d'Albert de Brandebourg, duc de Prusse à Königsberg, mais des désaccords et des conflits d'intérêts ont abouti plus tard à son expulsion. Adepte de Raymond Lulle, il rédige son œuvre  Encyclopaediae en 1559, l'une des premières encyclopédies au sens moderne.

## Biographie
Fils d'un maître d'école à Zagreb en Croatie, Scalich, avec sa mère, une couturière, s'installe à Ljubljana en Carniole à la suite de la mort prématurée de son père. Encouragé par l'évêque de Ljubljana, il a étudié la théologie et la philosophie à l'université de Vienne, puis à l'université de Bologne oú il a obtenu son doctorat en 1552. Il se tourne vers Rome et en revient à Vienne muni d'une lettre de recommandation du pape Jules III. Il a été nommé chapelain à la cour du roi Ferdinand Ier et coadjuteur de l'évêque de Ljubljana ; quelque temps plus tard, toutefois, il est tombé en disgrâce et a dû quitter le pays en 1557.
Avec les recommandations du prince Maximilien II de Habsbourg, il arrive à Stuttgart et Tübingen en Wurtemberg où il venait en contact avec les réformateurs Primož Trubar et Pier Paolo Vergerio. Là, il a expliqué qu'il se convertit à la foi luthérienne. À plusieurs reprises, il est pris pour un descendant des princes della Scala (Scaligeri) prétendant auprès du duc Christophe de Wurtemberg qu'il a tous les droits sur un vaste patrimoine à Vérone.
En 1561, Scalich s'est rendu à la cour du duc Albert de Prusse à Königsberg. Il sut gagner la confiance du souverain et est appelé au poste de conseiller ; toutefois, il est soupçonné d'un très vilain rôle dans des intrigues auprès du duc, alors sénile, qui auraient conduit à l'exécution du théologien Johann Funck en 1566. La noblesse prussienne s'adresse au roi Sigismond II de Pologne pour qu'il agisse et Scalich doit fuir à Gdańsk. Puis il est allé à Berlin, à Wittemberg et à Francfort ; il aurait ensuite vécu à Paris en Royaume de France et en d'autres endroits, lorsqu'il a fait l'objet d'une condamnation en Prusse.
Chanoine à Münster en Westphalie, il se déclare encore catholique auprès de l'évêque. Il a épousé Anna Fege, une citoyenne de Gdańsk, et ses relations avec la noblesse polonais, notamment l'évêques de Cujavie, lui ont permis de retourner à la Prusse en 1574, réhabilite par le nouveau roi polonais Henri de Valois. À Gdańsk, il a engagé des négociations sur la restitution de ses biens avec le duc Albert-Frédéric, cependant, il mourut peu de temps après, agé de 41 ans à peine.

### Nationalité
Sa nationalité est disputée. Il était très probablement Croate et une traduction croate de son ouvrage a été publiée ; il est dit Allemand par lEncyclopædia Britannica et Encarta. Des ouvrages plus anciens comme lEnciclopedia Espasa (1930) et la Britannica de 1911 le présentent comme un comte de Hongrie. Cette affirmation correspond partiellement aux indications que l'auteur donne lui-même sur la couverture de son livre : « Pauli Scalichii de Lika, comitis Hunnorum et baronis Zkradini » (« [Ouvrage de] Paul Scalichius de Lika, comte des Huns et baron de Skradin ») ; Skradin est une ville de Croatie. Mais, sur d'autres ouvrages, l'auteur ajoute d'autres titres (« de la dynastie des Huns »), si bien que l'on peut penser que cette origine hongroise réfère à une généalogie lointaine.

## Œuvres

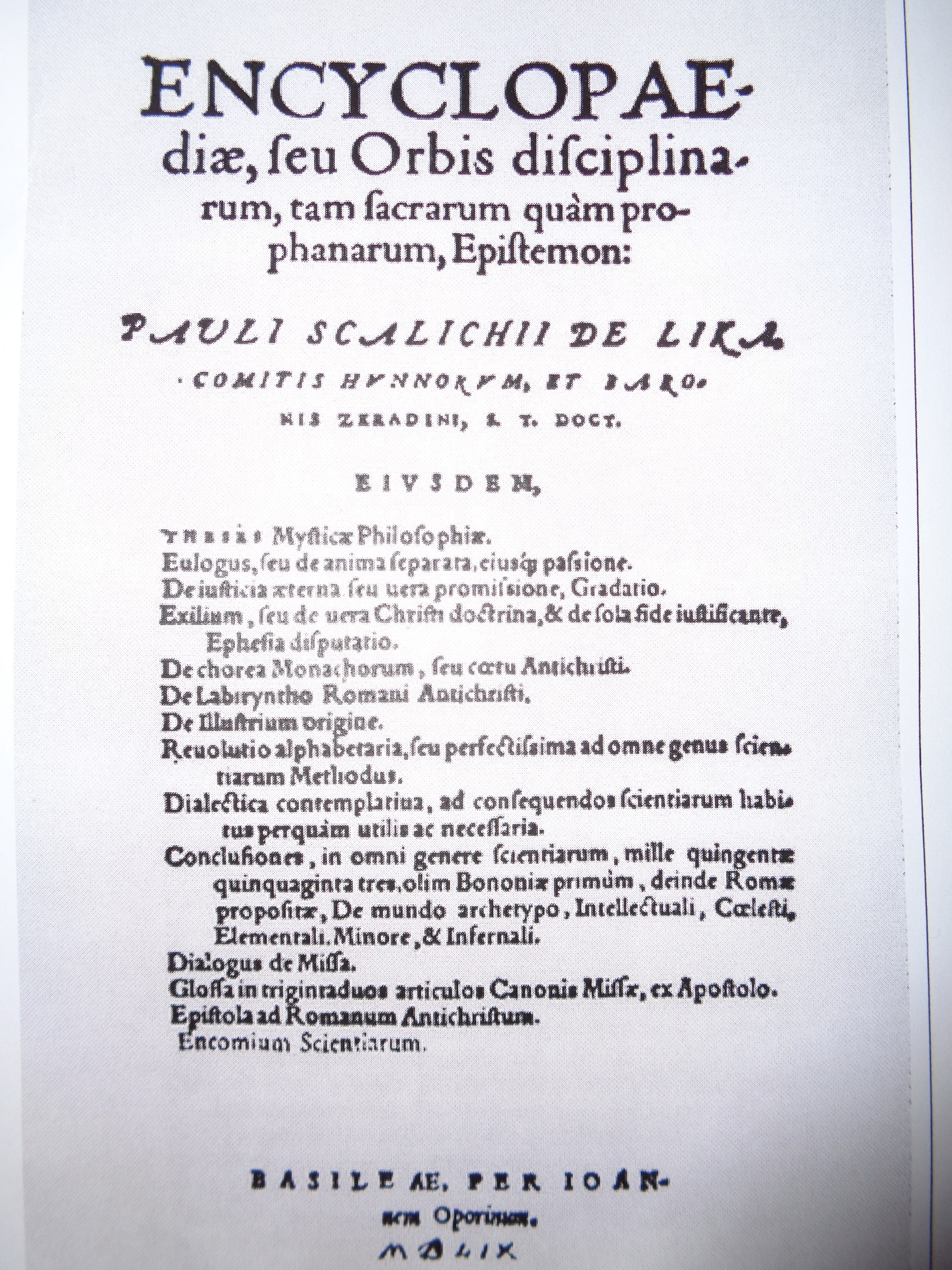
La première page de l’Encyclopaediae (1559).

Scalich publie en 1559 Encyclopaediae, seu orbis disciplinarum, tam sacrarum quam prophanarum epistemon (L'expert de l'encyclopédie, c'est-à-dire du monde des disciplines, tant sacrées que profanes). Il s'agit d'un long dialogue d'une centaine de pages en texte suivi entre un maître (Epistemon : « celui qui sait ») et un étudiant (Philomusus : l'« ami des Muses »), touchant à différents sujets (métaphysique, psychologie, médecine, arts libéraux, etc.) Dans l'introduction, l'auteur justifie son entreprise comme étant dictée par le désir inné qu'a l'homme de communiquer son savoir.
Scalich partage les domaines de connaissance en philosophiques et théologiques. Les premiers sont subdivisés ainsi :
1. les surnaturels, dont s'occupe la métaphysique ;
2. les naturels, traités en philosophie de la nature et comprenant la médecine et la physique ;
3. les mathématiques :
  1. l'arithmétique,
  2. la musique,
  3. la géométrie,
  4. les sphaerica :
    1. calculatoria,
    2. geodesia,
    3. canonica,
    4. l'astrologie,
    5. l'optique,
    6. la mécanique ;
4. les moraux, avec l'économie et la politique ;
5. les rationnels :
  1. la grammaire,
  2. l'histoire,
  3. la dialectique,
  4. la rhétorique,
  5. la poétique.

Cette encyclopédie a été jugée sévèrement et considérée comme une « piètre compilation ». Pour Robert Collison, qui émet ce jugement, le principal mérite de Scalich est d'avoir introduit le terme encyclopaedia dans un titre pour désigner ce genre d'ouvrage, alors que le terme utilisé jusque-là était cyclopaedia.
À la suite de cette encyclopédie, Scalich a publié dans le même volume une série de traités et de débats portant sur la justice, l'exil, le mouvement des astres, etc. De formation humaniste, Scalich insère fréquemment dans ses textes des citations en grec et en hébreu.

## Publications
- (la) Encyclopaediæ, seu orbis disciplinarum, tam sacrarum quam prophanum epistemon, Bâle, Jean Oporin, 1559[10]. 
  - (la + hr) Epistemon : latinski i hrvatski, priredila, uvod i komentare sast, Mihaela Girardi-Karšulin, Inst. za Filozofiju, Zagreb, 2004  (ISBN 953-7137-00-7).
- (la) Dialogus de Lyra, Cologne, 1570[11].